# Salcia (gmina w okręgu Teleorman)
Salcia – gmina w Rumunii, w okręgu Teleorman. Obejmuje miejscowości Băneasa, Salcia i Tudor Vladimirescu. W 2011 roku liczyła 2659 mieszkańców. 